# Сайгуты
Сайгуты (бур. Сайгуд) — деревня в Иркутском районе Иркутской области России. Входит в состав Гороховского муниципального образования. Находится примерно в 63 км к северу от районного центра.

## Происхождение названия
Название происходит от имени бурятского рода сайгуты (сайгуд).

## Население
По данным Всероссийской переписи, в 2010 году в деревне проживал 271 человек (139 мужчин и 132 женщины).
| 2002 | 2010 | 2011 | 2012 |
| ---- | ---- | ---- | ---- |
| 294  | ↘271 | ↗273 | ↘271 |